# قائمة رؤساء وزراء السويد

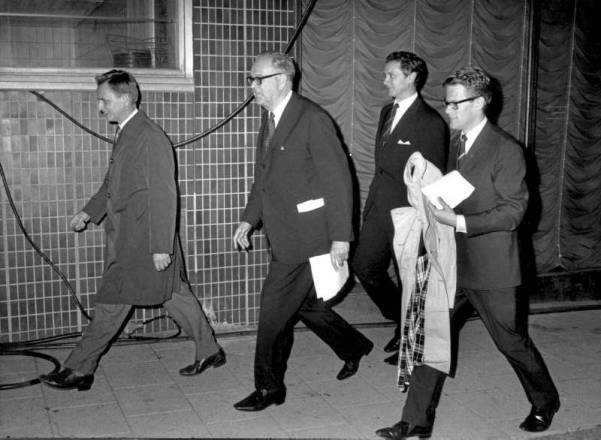
أولوف بالمه (اليسار) وتاج إيرلاندر (الوسط) وإينغفار كارلسون (اليمين) كلهم كانوا رؤساء وزراء للسويد.

هذه قائمة رؤساء وزراء السويد، قبل تأسيس منصب رئيس الوزراء في عام 1876 كان ملك السويد هو الحاكم ورئيس حكومة البلاد. أصبح لويس دي جير صاحب فكرة البرلمان ثنائي الغرف الذي تأسس في عام 1866 والذي أزاح نظام ريكسداغ الطبقات أول رئيس وزراء للسويد في عام 1876. حتى عام 2022، كان
رئيس وزراء السويد الحالي هو أولف كريسترسون زعيم حزب التجمع المعتدل منذ عام 2022.

## القائمة
| \| مفتاح ألوان - حكومة ائتلافية - / مستقل - / حزب التجمع المعتدل وأسلافه[ا] - / حزب الشعب الليبرالي (السويد) وأسلافه[ب] - / حزب العمال الديمقراطي الاشتراكي السويدي - / حزب الوسط السويدي[ج] \| مفتاح الرموز - ^§ انتخابات عامة مبكرة. - ^† توفي في المنصب. - ^‡ اغتيل في المنصب. - ^✕ عزل بعد اقتراح حجب الثقة. \| | \| مفتاح ألوان - حكومة ائتلافية - / مستقل - / حزب التجمع المعتدل وأسلافه[ا] - / حزب الشعب الليبرالي (السويد) وأسلافه[ب] - / حزب العمال الديمقراطي الاشتراكي السويدي - / حزب الوسط السويدي[ج] \| مفتاح الرموز - ^§ انتخابات عامة مبكرة. - ^† توفي في المنصب. - ^‡ اغتيل في المنصب. - ^✕ عزل بعد اقتراح حجب الثقة. \| | \| مفتاح ألوان - حكومة ائتلافية - / مستقل - / حزب التجمع المعتدل وأسلافه[ا] - / حزب الشعب الليبرالي (السويد) وأسلافه[ب] - / حزب العمال الديمقراطي الاشتراكي السويدي - / حزب الوسط السويدي[ج] \| مفتاح الرموز - ^§ انتخابات عامة مبكرة. - ^† توفي في المنصب. - ^‡ اغتيل في المنصب. - ^✕ عزل بعد اقتراح حجب الثقة. \| | \| مفتاح ألوان - حكومة ائتلافية - / مستقل - / حزب التجمع المعتدل وأسلافه[ا] - / حزب الشعب الليبرالي (السويد) وأسلافه[ب] - / حزب العمال الديمقراطي الاشتراكي السويدي - / حزب الوسط السويدي[ج] \| مفتاح الرموز - ^§ انتخابات عامة مبكرة. - ^† توفي في المنصب. - ^‡ اغتيل في المنصب. - ^✕ عزل بعد اقتراح حجب الثقة. \| | \| مفتاح ألوان - حكومة ائتلافية - / مستقل - / حزب التجمع المعتدل وأسلافه[ا] - / حزب الشعب الليبرالي (السويد) وأسلافه[ب] - / حزب العمال الديمقراطي الاشتراكي السويدي - / حزب الوسط السويدي[ج] \| مفتاح الرموز - ^§ انتخابات عامة مبكرة. - ^† توفي في المنصب. - ^‡ اغتيل في المنصب. - ^✕ عزل بعد اقتراح حجب الثقة. \| | \| مفتاح ألوان - حكومة ائتلافية - / مستقل - / حزب التجمع المعتدل وأسلافه[ا] - / حزب الشعب الليبرالي (السويد) وأسلافه[ب] - / حزب العمال الديمقراطي الاشتراكي السويدي - / حزب الوسط السويدي[ج] \| مفتاح الرموز - ^§ انتخابات عامة مبكرة. - ^† توفي في المنصب. - ^‡ اغتيل في المنصب. - ^✕ عزل بعد اقتراح حجب الثقة. \| | \| مفتاح ألوان - حكومة ائتلافية - / مستقل - / حزب التجمع المعتدل وأسلافه[ا] - / حزب الشعب الليبرالي (السويد) وأسلافه[ب] - / حزب العمال الديمقراطي الاشتراكي السويدي - / حزب الوسط السويدي[ج] \| مفتاح الرموز - ^§ انتخابات عامة مبكرة. - ^† توفي في المنصب. - ^‡ اغتيل في المنصب. - ^✕ عزل بعد اقتراح حجب الثقة. \| | \| مفتاح ألوان - حكومة ائتلافية - / مستقل - / حزب التجمع المعتدل وأسلافه[ا] - / حزب الشعب الليبرالي (السويد) وأسلافه[ب] - / حزب العمال الديمقراطي الاشتراكي السويدي - / حزب الوسط السويدي[ج] \| مفتاح الرموز - ^§ انتخابات عامة مبكرة. - ^† توفي في المنصب. - ^‡ اغتيل في المنصب. - ^✕ عزل بعد اقتراح حجب الثقة. \| | \| مفتاح ألوان - حكومة ائتلافية - / مستقل - / حزب التجمع المعتدل وأسلافه[ا] - / حزب الشعب الليبرالي (السويد) وأسلافه[ب] - / حزب العمال الديمقراطي الاشتراكي السويدي - / حزب الوسط السويدي[ج] \| مفتاح الرموز - ^§ انتخابات عامة مبكرة. - ^† توفي في المنصب. - ^‡ اغتيل في المنصب. - ^✕ عزل بعد اقتراح حجب الثقة. \| | \| مفتاح ألوان - حكومة ائتلافية - / مستقل - / حزب التجمع المعتدل وأسلافه[ا] - / حزب الشعب الليبرالي (السويد) وأسلافه[ب] - / حزب العمال الديمقراطي الاشتراكي السويدي - / حزب الوسط السويدي[ج] \| مفتاح الرموز - ^§ انتخابات عامة مبكرة. - ^† توفي في المنصب. - ^‡ اغتيل في المنصب. - ^✕ عزل بعد اقتراح حجب الثقة. \| | \| مفتاح ألوان - حكومة ائتلافية - / مستقل - / حزب التجمع المعتدل وأسلافه[ا] - / حزب الشعب الليبرالي (السويد) وأسلافه[ب] - / حزب العمال الديمقراطي الاشتراكي السويدي - / حزب الوسط السويدي[ج] \| مفتاح الرموز - ^§ انتخابات عامة مبكرة. - ^† توفي في المنصب. - ^‡ اغتيل في المنصب. - ^✕ عزل بعد اقتراح حجب الثقة. \| |
| الاسم (الحياة) | الاسم (الحياة) | الاسم (الحياة) | الصورة | الفترة | الفترة | الحزب (التحالف) | الحكومة | الانتخابات | العاهل (الفترة) | |
| الاسم (الحياة) | الاسم (الحياة) | الاسم (الحياة) | الصورة | الفترة | المدة | الحزب (التحالف) | الحكومة | الانتخابات | العاهل (الفترة) | |
| --- | --- | --- | --- | --- | --- | --- | --- | --- | --- | --- |
| 1 | | لويس جيرهارد دي غير (1818–1896) | | 20 مارس 1876 – 19 أبريل 1880 | 4 سنوات و30 أيام | مستقل | L. G. De Geer | 1875 ‏ 1878 ‏ | أوسكار الثاني ملك السويد (1872–1907) | |
| 2 | | Arvid Posse (1820–1901) | | 19 أبريل 1880 – 13 يونيو 1883 | 3 سنوات و55 أيام | Lantmanna Party | Posse | — 1881 ‏ | أوسكار الثاني ملك السويد (1872–1907) | |
| 3 | | Carl Johan Thyselius (1811–1891) | | 13 يونيو 1883 – 16 مايو 1884 | 308 أيام | مستقل | Thyselius | — | أوسكار الثاني ملك السويد (1872–1907) | |
| 4 | | Robert Themptander (1844–1897) | | 16 مايو 1884 – 6 فبراير 1888 | 3 سنوات و266 أيام | مستقل | Themptander | 1884 ‏ | أوسكار الثاني ملك السويد (1872–1907) | |
| 4 | 1887 أ ‏[§] | Robert Themptander (1844–1897) | | 16 مايو 1884 – 6 فبراير 1888 | 3 سنوات و266 أيام | مستقل | Themptander | | أوسكار الثاني ملك السويد (1872–1907) | |
| 4 | 1887 ب ‏ | Robert Themptander (1844–1897) | | 16 مايو 1884 – 6 فبراير 1888 | 3 سنوات و266 أيام | مستقل | Themptander | | أوسكار الثاني ملك السويد (1872–1907) | |
| 5 | | Gillis Bildt (1820–1894) | | 6 فبراير 1888 – 12 أكتوبر 1889 | 1 سنة و248 أيام | مستقل | G. Bildt | — | أوسكار الثاني ملك السويد (1872–1907) | |
| 6 | | Gustaf Åkerhielm (1833–1900) | | 12 أكتوبر 1889 – 10 يوليو 1891 | 1 سنة و271 أيام | Protectionist Party | Åkerhielm | — 1890 ‏ | أوسكار الثاني ملك السويد (1872–1907) | |
| 7 | | إريك غوستاف بوستروم (1842–1907) | | 10 يوليو 1891 – 12 سبتمبر 1900 | 9 سنوات و64 أيام | Protectionist Party | Boström I | — 1893 ‏ 1896 ‏ 1899 ‏ | أوسكار الثاني ملك السويد (1872–1907) | |
| 8 | | Fredrik von Otter (1833–1910) | | 12 سبتمبر 1900 – 5 يوليو 1902 | 1 سنة و296 أيام | مستقل | Otter | — | أوسكار الثاني ملك السويد (1872–1907) | |
| (7) | | إريك غوستاف بوستروم (1842–1907) | | 5 يوليو 1902 – 13 أبريل 1905 | 2 سنوات و282 أيام | Lantmanna Party | Boström II | — 1902 ‏ | أوسكار الثاني ملك السويد (1872–1907) | |
| 9 | | Johan Ramstedt (1852–1935) | | 13 أبريل 1905 – 2 أغسطس 1905 | 111 أيام | مستقل | Ramstedt | — | أوسكار الثاني ملك السويد (1872–1907) | |
| 10 | | Christian Lundeberg (1842–1911) | | 2 أغسطس 1905 – 7 نوفمبر 1905 | 97 أيام | Protectionist Party (حزب التجمع المعتدل) | Lundeberg حزب التجمع المعتدل–LS | — | أوسكار الثاني ملك السويد (1872–1907) | |
| 11 | | Karl Staaff (1860–1915) | | 7 نوفمبر 1905 – 29 مايو 1906 | 203 أيام | Liberal Coalition Party | Staaff I LS | 1905 ‏ | أوسكار الثاني ملك السويد (1872–1907) | |
| 12 | | Arvid Lindman (1862–1936) | | 29 مايو 1906 – 8 ديسمبر 1907 | 5 سنوات و131 أيام | Lantmanna Party (حزب التجمع المعتدل) | Lindman I حزب التجمع المعتدل | — 1908 ‏ | أوسكار الثاني ملك السويد (1872–1907) | |
| 12 | 8 ديسمبر 1907 – 7 أكتوبر 1911 | Arvid Lindman (1862–1936) | غوستاف الخامس ملك السويد (1907–1950) | | 5 سنوات و131 أيام | Lantmanna Party (حزب التجمع المعتدل) | Lindman I حزب التجمع المعتدل | — 1908 ‏ | | |
| (11) | | Karl Staaff (1860–1915) | غوستاف الخامس ملك السويد (1907–1950) | | 7 أكتوبر 1911 – 17 فبراير 1914 | 2 سنوات و133 أيام | Liberal Coalition Party | Staaff II LS | 1911 ‏ | |
| 13 | | Hjalmar Hammarskjöld (1862–1953) | غوستاف الخامس ملك السويد (1907–1950) | | 17 فبراير 1914 – 30 مارس 1917 | 3 سنوات و41 أيام | مستقل | Hammarskjöld | — | |
| 13 | 1914a[§] | Hjalmar Hammarskjöld (1862–1953) | غوستاف الخامس ملك السويد (1907–1950) | | 17 فبراير 1914 – 30 مارس 1917 | 3 سنوات و41 أيام | مستقل | Hammarskjöld | | |
| 13 | 1914b | Hjalmar Hammarskjöld (1862–1953) | غوستاف الخامس ملك السويد (1907–1950) | | 17 فبراير 1914 – 30 مارس 1917 | 3 سنوات و41 أيام | مستقل | Hammarskjöld | | |
| 14 | | كارل سوارتز (1858–1926) | غوستاف الخامس ملك السويد (1907–1950) | | 30 مارس 1917 – 19 أكتوبر 1917 | 203 أيام | National Party (حزب التجمع المعتدل) | Swartz حزب التجمع المعتدل | — | |
| 15 | | Nils Edén (1871–1945) | غوستاف الخامس ملك السويد (1907–1950) | | 19 أكتوبر 1917 – 10 مارس 1920 | 2 سنوات و143 أيام | Liberal Coalition Party | Edén LS–حزب العمال الديمقراطي الاشتراكي السويدي | 1917 ‏ | |
| 16 | | يالمار برانتينغ (1860–1925) | غوستاف الخامس ملك السويد (1907–1950) | | 10 مارس 1920 – 27 أكتوبر 1920 | 231 أيام | حزب العمال الديمقراطي الاشتراكي السويدي | Branting I حزب العمال الديمقراطي الاشتراكي السويدي | — | |
| 17 | | جيرهارد لويس دي غير (1854–1935) | غوستاف الخامس ملك السويد (1907–1950) | | 27 أكتوبر 1920 – 23 فبراير 1921 | 119 أيام | مستقل | G. L. De Geer | 1920 ‏ | |
| 18 | | أوسكار فون سيدو (1873–1936) | غوستاف الخامس ملك السويد (1907–1950) | | 23 فبراير 1921 – 13 أكتوبر 1921 | 232 أيام | مستقل | von Sydow | — | |
| (16) | | يالمار برانتينغ (1860–1925) | غوستاف الخامس ملك السويد (1907–1950) | | 13 أكتوبر 1921 – 19 أبريل 1923 | 1 سنة و188 أيام | حزب العمال الديمقراطي الاشتراكي السويدي | Branting II حزب العمال الديمقراطي الاشتراكي السويدي | 1921 ‏[§] | |
| 19 | | Ernst Trygger (1857–1943) | غوستاف الخامس ملك السويد (1907–1950) | | 19 أبريل 1923 – 18 أكتوبر 1924 | 1 سنة و182 أيام | National Party (حزب التجمع المعتدل) | Trygger حزب التجمع المعتدل | — | |
| (16) | | يالمار برانتينغ (1860–1925) | غوستاف الخامس ملك السويد (1907–1950) | | 18 أكتوبر 1924 – 24 يناير 1925 | 98 أيام | حزب العمال الديمقراطي الاشتراكي السويدي | Branting III حزب العمال الديمقراطي الاشتراكي السويدي | 1924 ‏ | |
| 20 | | Rickard Sandler (1884–1964) | غوستاف الخامس ملك السويد (1907–1950) | | 24 يناير 1925 – 7 يونيو 1926 | 1 سنة و134 أيام | حزب العمال الديمقراطي الاشتراكي السويدي | Sandler حزب العمال الديمقراطي الاشتراكي السويدي | — | |
| 21 | | كارل غوستاف أيكمن (1872–1945) | غوستاف الخامس ملك السويد (1907–1950) | | 7 يونيو 1926 – 2 أكتوبر 1928 | 2 سنوات و117 أيام | حزب الشعب الليبرالي | Ekman I حزب الشعب الليبرالي–L | — | |
| (12) | | Arvid Lindman (1862–1936) | غوستاف الخامس ملك السويد (1907–1950) | | 2 أكتوبر 1928 – 7 يونيو 1930 | 1 سنة و248 أيام | Lantmanna Party (حزب التجمع المعتدل) | Lindman II حزب التجمع المعتدل | 1928 ‏ | |
| (21) | | كارل غوستاف أيكمن (1872–1945) | غوستاف الخامس ملك السويد (1907–1950) | | 7 يونيو 1930 – 6 أغسطس 1932 | 2 سنوات و60 أيام | حزب الشعب الليبرالي | Ekman II حزب الشعب الليبرالي | — | |
| 22 | | فيليكس هامرين (1875–1937) | غوستاف الخامس ملك السويد (1907–1950) | | 6 أغسطس 1932 – 24 سبتمبر 1932 | 49 أيام | حزب الشعب الليبرالي | Hamrin حزب الشعب الليبرالي | — | |
| 23 | | بير ألبين هانسون (1885–1946) | غوستاف الخامس ملك السويد (1907–1950) | | 24 سبتمبر 1932 – 19 يونيو 1936 | 3 سنوات و269 أيام | حزب العمال الديمقراطي الاشتراكي السويدي | Hansson I حزب العمال الديمقراطي الاشتراكي السويدي | 1932 ‏ | |
| 24 | | Axel Pehrsson-Bramstorp (1883–1954) | غوستاف الخامس ملك السويد (1907–1950) | | 19 يونيو 1936 – 28 سبتمبر 1936 | 101 أيام | حزب الوسط السويدي | Pehrsson-Bramstorp حزب الوسط السويدي | — | |
| (23) | | بير ألبين هانسون (1885–1946) | غوستاف الخامس ملك السويد (1907–1950) | | 28 سبتمبر 1936 – 6 أكتوبر 1946[†] | 10 سنوات و8 أيام | حزب العمال الديمقراطي الاشتراكي السويدي | Hansson II حزب العمال الديمقراطي الاشتراكي السويدي–حزب الوسط السويدي | 1936 ‏ 1940 ‏ 1944 ‏ | |
| (23) | Hansson III حزب العمال الديمقراطي الاشتراكي السويدي–حزب الوسط السويدي–حزب التجمع المعتدل–حزب الشعب الليبرالي | بير ألبين هانسون (1885–1946) | غوستاف الخامس ملك السويد (1907–1950) | | 28 سبتمبر 1936 – 6 أكتوبر 1946[†] | 10 سنوات و8 أيام | حزب العمال الديمقراطي الاشتراكي السويدي | | 1936 ‏ 1940 ‏ 1944 ‏ | |
| (23) | Hansson IV حزب العمال الديمقراطي الاشتراكي السويدي | بير ألبين هانسون (1885–1946) | غوستاف الخامس ملك السويد (1907–1950) | | 28 سبتمبر 1936 – 6 أكتوبر 1946[†] | 10 سنوات و8 أيام | حزب العمال الديمقراطي الاشتراكي السويدي | | 1936 ‏ 1940 ‏ 1944 ‏ | |
| — | | Östen Undén (1886–1974) | غوستاف الخامس ملك السويد (1907–1950) | | رئيس الوزراء بالوكالة من 6 إلى 11 أكتوبر 1946 (5 أيام) بعد وفاة بير ألبين هانسون. | رئيس الوزراء بالوكالة من 6 إلى 11 أكتوبر 1946 (5 أيام) بعد وفاة بير ألبين هانسون. | حزب العمال الديمقراطي الاشتراكي السويدي | Hansson IV حزب العمال الديمقراطي الاشتراكي السويدي | — | |
| 25 | | تاج إيرلاندر (1901–1985) | غوستاف الخامس ملك السويد (1907–1950) | | 11 أكتوبر 1946 – 29 أكتوبر 1950 | 23 سنوات و3 أيام | حزب العمال الديمقراطي الاشتراكي السويدي | Erlander I حزب العمال الديمقراطي الاشتراكي السويدي | — 1948 ‏ 1952 ‏ 1956 ‏ 1958 ‏[§] 1960 ‏ 1964 ‏ 1968 ‏ | |
| 25 | 29 أكتوبر 1950 – 14 أكتوبر 1969 | تاج إيرلاندر (1901–1985) | غوستاف السادس أدولف (1950–1973) | | | 23 سنوات و3 أيام | حزب العمال الديمقراطي الاشتراكي السويدي | Erlander I حزب العمال الديمقراطي الاشتراكي السويدي | — 1948 ‏ 1952 ‏ 1956 ‏ 1958 ‏[§] 1960 ‏ 1964 ‏ 1968 ‏ | |
| 25 | 29 أكتوبر 1950 – 14 أكتوبر 1969 | تاج إيرلاندر (1901–1985) | غوستاف السادس أدولف (1950–1973) | Erlander II حزب العمال الديمقراطي الاشتراكي السويدي–حزب الوسط السويدي | | 23 سنوات و3 أيام | حزب العمال الديمقراطي الاشتراكي السويدي | | — 1948 ‏ 1952 ‏ 1956 ‏ 1958 ‏[§] 1960 ‏ 1964 ‏ 1968 ‏ | |
| 25 | 29 أكتوبر 1950 – 14 أكتوبر 1969 | تاج إيرلاندر (1901–1985) | غوستاف السادس أدولف (1950–1973) | Erlander III حزب العمال الديمقراطي الاشتراكي السويدي | | 23 سنوات و3 أيام | حزب العمال الديمقراطي الاشتراكي السويدي | | — 1948 ‏ 1952 ‏ 1956 ‏ 1958 ‏[§] 1960 ‏ 1964 ‏ 1968 ‏ | |
| 26 | | أولوف بالمه (1927–1986) | غوستاف السادس أدولف (1950–1973) | | 14 أكتوبر 1969 – 15 سبتمبر 1973 | 6 سنوات و360 أيام | حزب العمال الديمقراطي الاشتراكي السويدي | Palme I حزب العمال الديمقراطي الاشتراكي السويدي | — 1970 ‏ 1973 ‏ | |
| 26 | 15 سبتمبر 1973 – 8 أكتوبر 1976 | أولوف بالمه (1927–1986) | كارل السادس عشر غوستاف (1973–) | | | 6 سنوات و360 أيام | حزب العمال الديمقراطي الاشتراكي السويدي | Palme I حزب العمال الديمقراطي الاشتراكي السويدي | — 1970 ‏ 1973 ‏ | |
| 27 | | Thorbjörn Fälldin (1926–2016) | كارل السادس عشر غوستاف (1973–) | | 8 أكتوبر 1976 – 18 أكتوبر 1978 | 2 سنوات و10 أيام | حزب الوسط السويدي | Fälldin I حزب الوسط السويدي–حزب التجمع المعتدل–حزب الشعب الليبرالي | 1976 ‏ | |
| 28 | | Ola Ullsten (1931–2018) | كارل السادس عشر غوستاف (1973–) | | 18 أكتوبر 1978 – 12 أكتوبر 1979 | 359 أيام | حزب الشعب الليبرالي | Ullsten حزب الشعب الليبرالي | — | |
| (27) | | Thorbjörn Fälldin (1926–2016) | كارل السادس عشر غوستاف (1973–) | | 12 أكتوبر 1979 – 8 أكتوبر 1982 | 2 سنوات و361 أيام | حزب الوسط السويدي | Fälldin II حزب الوسط السويدي–حزب التجمع المعتدل–حزب الشعب الليبرالي | 1979 ‏ | |
| (27) | Fälldin III حزب الوسط السويدي–حزب الشعب الليبرالي | Thorbjörn Fälldin (1926–2016) | كارل السادس عشر غوستاف (1973–) | | 12 أكتوبر 1979 – 8 أكتوبر 1982 | 2 سنوات و361 أيام | حزب الوسط السويدي | | 1979 ‏ | |
| (26) | | أولوف بالمه (1927–1986) | كارل السادس عشر غوستاف (1973–) | | 8 أكتوبر 1982 – 28 فبراير 1986[‡] | 3 سنوات و143 أيام | حزب العمال الديمقراطي الاشتراكي السويدي | Palme II حزب العمال الديمقراطي الاشتراكي السويدي | 1982 ‏ 1985 ‏ | |
| — | | إينغفار كارلسون (مواليد 1934) | كارل السادس عشر غوستاف (1973–) | | رئيس الوزراء بالنيابة من 28 فبراير إلى 12 مارس 1986 (12 يوما) بعد اغتيال أولوف بالمه. | رئيس الوزراء بالنيابة من 28 فبراير إلى 12 مارس 1986 (12 يوما) بعد اغتيال أولوف بالمه. | حزب العمال الديمقراطي الاشتراكي السويدي | Palme II حزب العمال الديمقراطي الاشتراكي السويدي | — 1988 ‏ | |
| 29 | 12 مارس 1986 – 4 أكتوبر 1991 | إينغفار كارلسون (مواليد 1934) | كارل السادس عشر غوستاف (1973–) | 5 سنوات و206 أيام | Carlsson I حزب العمال الديمقراطي الاشتراكي السويدي | | حزب العمال الديمقراطي الاشتراكي السويدي | | — 1988 ‏ | |
| 29 | 12 مارس 1986 – 4 أكتوبر 1991 | إينغفار كارلسون (مواليد 1934) | كارل السادس عشر غوستاف (1973–) | 5 سنوات و206 أيام | Carlsson II حزب العمال الديمقراطي الاشتراكي السويدي | | حزب العمال الديمقراطي الاشتراكي السويدي | | — 1988 ‏ | |
| 30 | | كارل بيلت (مواليد 1949) | كارل السادس عشر غوستاف (1973–) | | 4 أكتوبر 1991 – 7 أكتوبر 1994 | 3 سنوات و3 أيام | حزب التجمع المعتدل | C. Bildt حزب التجمع المعتدل–حزب الوسط السويدي–حزب الشعب الليبرالي–الديمقراطيون المسيحيون | 1991 ‏ | |
| (29) | | إينغفار كارلسون (مواليد 1934) | كارل السادس عشر غوستاف (1973–) | | 7 أكتوبر 1994 – 22 مارس 1996 | 1 سنة و167 أيام | حزب العمال الديمقراطي الاشتراكي السويدي | Carlsson III حزب العمال الديمقراطي الاشتراكي السويدي | 1994 ‏ | |
| 31 | | جوران بيرسون (مواليد 1949) | كارل السادس عشر غوستاف (1973–) | | 22 مارس 1996 – 6 أكتوبر 2006 | 10 سنوات و198 أيام | حزب العمال الديمقراطي الاشتراكي السويدي | Persson حزب العمال الديمقراطي الاشتراكي السويدي | — 1998 ‏ 2002 ‏ | |
| 32 | | فريدريك رينفلت (مواليد 1965) | كارل السادس عشر غوستاف (1973–) | | 6 أكتوبر 2006 – 3 أكتوبر 2014 | 7 سنوات و362 أيام | حزب التجمع المعتدل (Alliance for Sweden) | Reinfeldt حزب التجمع المعتدل–حزب الوسط السويدي–حزب الشعب الليبرالي–الديمقراطيون المسيحيون | 2006 ‏ 2010 ‏ | |
| 33 | | ستيفان لوفن (مواليد 1957) | كارل السادس عشر غوستاف (1973–) | | 3 أكتوبر 2014 – 30 نوفمبر 2021 | 7 سنوات و58 أيام | حزب العمال الديمقراطي الاشتراكي السويدي | Löfven I[✕] حزب العمال الديمقراطي الاشتراكي السويدي–حزب الخضر | 2014 2018 | |
| 33 | Löfven II[✕] حزب العمال الديمقراطي الاشتراكي السويدي–حزب الخضر | ستيفان لوفن (مواليد 1957) | كارل السادس عشر غوستاف (1973–) | | 3 أكتوبر 2014 – 30 نوفمبر 2021 | 7 سنوات و58 أيام | حزب العمال الديمقراطي الاشتراكي السويدي | | 2014 2018 | |
| 33 | Löfven III حزب العمال الديمقراطي الاشتراكي السويدي–حزب الخضر | ستيفان لوفن (مواليد 1957) | كارل السادس عشر غوستاف (1973–) | | 3 أكتوبر 2014 – 30 نوفمبر 2021 | 7 سنوات و58 أيام | حزب العمال الديمقراطي الاشتراكي السويدي | | 2014 2018 | |
| 34 | | ماغدالينا أندرسون (مواليد 1967) | كارل السادس عشر غوستاف (1973–) | | 30 نوفمبر 2021 – 18 أكتوبر 2022 | 322 أيام | حزب العمال الديمقراطي الاشتراكي السويدي | Andersson حزب العمال الديمقراطي الاشتراكي السويدي | — | |
| 35 | | أولف كريستيرسون (مواليد 1963) | كارل السادس عشر غوستاف (1973–) | | 18 أكتوبر 2022 – في المنصب | 2 سنوات و144 أيام | حزب التجمع المعتدل | Kristersson حزب التجمع المعتدل–الديمقراطيون المسيحيون–حزب الشعب الليبرالي | 2022 | |
| مفتاح ألوان - حكومة ائتلافية - / مستقل - / حزب التجمع المعتدل وأسلافه - / حزب الشعب الليبرالي (السويد) وأسلافه - / حزب العمال الديمقراطي الاشتراكي السويدي - / حزب الوسط السويدي | مفتاح الرموز - ^§ انتخابات عامة مبكرة. - ^† توفي في المنصب. - ^‡ اغتيل في المنصب. - ^✕ عزل بعد اقتراح حجب الثقة. | | | | | | | | | |

1. ↑  تأسست الرابطة الانتخابية العامة في الفترة ما بين (1904-1938) كمنظمة وطنية للحملات الانتخابية تمثل المجموعات المحافظة والحمائية في البرلمان (الريكسداغ). وكانت تضم ضمن أحزابها حزب لانتمانا وحزب الحماية والحزب الوطني. اندمجت هذه المجموعات البرلمانية في حزب واحد في عام 1935. تغير اسم الرابطة إلى المنظمة الوطنية لليمين في عام 1938 واستمرت تحت هذا الاسم حتى عام 1952 ثم أصبحت تعرف بالحزب اليميني حتى عام 1969 حيث تبنى الحزب الاسم الحالي حزب التجمع المعتدل.
2. ↑  
شُكل حزب الائتلاف الليبرالي (1900-1924) من توحيد العديد من السياسيين الليبراليين والوسطيين والمؤيدين للتجارة الحرة في البرلمان (الريكسداغ). انقسم الحزب حول مسألة حظر تشكيل حزب الشعب الليبرالي (1924-1934) والحزب الليبرالي السويدي (1924-1934). تصالح الحزبان في وقت لاحق واندمجا وشكلا حزب الشعب (1934-1990). غير اسم حزب الشعب إلى حزب الشعب الليبرالي (1990-2015) واعتمد اسم الليبراليون الحالي في عام 2015.
3. ↑  كان حزب الوسط يعرف سابقًا باسم رابطة المزارعين (1913-1957). تم اعتماد الاسم الحالي في عام 1957.
4. ↑  لا يحتسب رقم جديد لرؤساء الوزراء السابقين إذا عادوا إلى السلطة.[1][2][3]